# Port-Launay
Port-Launay är en kommun i departementet Finistère i regionen Bretagne i västra Frankrike. Kommunen ligger i kantonen Châteaulin som tillhör arrondissementet Châteaulin. År 2022 hade Port-Launay 396 invånare.

## Befolkningsutveckling
Antalet invånare i kommunen Port-Launay
Referens:INSEE